# واحه دونقل
واحه دونقل (انگلیسی: Dunqul Oasis)، یکی از واحه‌های کشور مصر است که در نزدیکی نخستین آبشار بزرگ و آب گرفت رود نیل در جنوب این کشور و در جنوب غربی اسوان امروزی واقع شده است. این واحه به عنوان یکی از مهم‌ترین واحه‌های دورهٔ مصر باستان شناخته می‌شود.